# Les Ancres noires
 (mars 2010).
Si vous disposez d'ouvrages ou d'articles de référence ou si vous connaissez des sites web de qualité traitant du thème abordé ici, merci de compléter l'article en donnant les références utiles à sa vérifiabilité et en les liant à la section « Notes et références ».
Les Ancres noires est le nom d'une association havraise, née le 11 décembre 2001, qui promeut la littérature noire notamment à travers le festival « Le polar à la plage ». Composée d'une trentaine de bénévoles, tous amateurs de polars, l'association organise aussi tout au long de l'année des événements qui incitent au développement de la lecture, à la découverte de la littérature noire et à la rencontre d'auteurs. Ces activités multiples et diversifiées contribuent à préparer le festival qui se déroule chaque année en juin et réunit quelque 25 auteurs de romans policiers français et étrangers.

## Les Ancres noires
Les Ancres noires ont commencé avec le partage d'une passion et la volonté d’inciter le public à mieux connaître la littérature noire à travers un festival du polar et du roman noir[style à revoir].
Pour cela, depuis décembre 2001, l'association des Ancres noires met en évidence les liens qu'entretiennent la littérature noire et les autres arts comme la musique, le cinéma, le théâtre… Ces nœuds amarrés déboucheront sur le festival : une manifestation urbaine et populaire dans Le Havre et sa région dans un premier temps, puis dans un rayonnement national et international ensuite.
Toutes les trois semaines, les membres de l'association se réunissent pour organiser et agrémenter ce projet collectif. Ils cherchent avant tout des moments de convivialité et d’échanges autour des polars pour tout public et sur toute l'année.[style à revoir] Cela passe par une recherche de subventions, mécénats et sponsoring qui agrémentent le festival et les manifestations organisées.
Les Ancres Noires sont subventionnées par la ville du Havre, le conseil départemental de la Seine-Maritime, le conseil régional de Haute-Normandie, la DRAC Haute-Normandie et la Ville d’Octeville-sur-Mer. Ces subventions sont les seules ressources que perçoit l’association, et permettent de financer les différentes manifestations.
Elles ont également des partenaires tels que des librairies (Dombre, La Galerne, Label Bulles et Bouqui n’Noir) et des comités d’entreprise (Total, Renault, Dresser-Rand).

## Le polar à la plage
Ce festival se déroule au mois de juin chaque année, depuis sa création en 2001, dans le même but d’inciter le public à mieux connaître la littérature noire sous tous ses aspects, toutes ses composantes et toute sa diversité.
L'objectif de l'association est de faire de ce festival une manifestation artistique, culturelle de qualité et originale autour du livre, y compris auprès d'un public non averti.
Le festival regroupe au fur et à mesure un public fidèle, et attire aussi un public occasionnel, des professionnels des métiers du livre, qui démontrent que le festival du Havre est une référence nationale[réf. nécessaire]. Un déjeuner le dimanche du festival réunit les auteurs de polar et leurs lecteurs.
Le Prix des Ancres Noires a été attribué depuis 2004 aux auteurs suivants :
- 2004 : Virginie Brac pour Notre Dame des barjots (éditions Pocket).
- 2005 : Didier Daeninckx pour La Mort n'oublie personne (Denoël et Gallimard).
- 2006 : Patrick Bard pour La Frontière (Points/Seuil).
- 2007 : Jean-Bernard Pouy pour L'Homme à l'oreille croquée (Série noire/Gallimard).
- 2008 : Michel Bussi pour Omaha Crimes (éditions PTC).
- 2009 : Caryl Férey pour Zulu (Série noire/Gallimard).
- 2010 : Peter May pour L'Île des chasseurs d'oiseaux (éditions du Rouergue Noir).
- 2011 : Roger Martin pour Jusqu'à ce que mort s'ensuive (Le Cherche midi).
- 2012 : Peter May pour L'Homme de Lewis (éditions du Rouergue Noir).
- 2013 : Sophie Loubière pour L'Enfant aux cailloux (Éditions Fleuve noir).
- 2014 : Colin Niel pour Les Hamacs de carton (éditions du Rouergue).
- 2015 : Ian Manook pour Yeruldelgger (Albin Michel).
- 2016 : Philippe Huet pour Les Émeutiers (éditions Rivages).
- 2017 : Colin Niel pour Obia (éditions du Rouergue)
- 2018 : Tove Alsterdal pour Dans le silence enterré (éditions du Rouergue)
- 2019 : Jacky Swartzmann pour Demain, c'est loin (Seuil)
- 2024 : Joseph Incardona pour Les Corps solides (Éditions Finitude)

## Autres manifestations noires...
En attendant la venue du festival, l'association propose également d’autres initiatives annexes pour partager sa passion à travers la ville.

### Organisations de concours de nouvelles et de photos
Un concours de nouvelles noires et un autre de photographies sont lancés chaque année sur des thèmes différents. Ces deux concours sont ouverts à tous (une partie s'organise dans les écoles du Havre et son agglomération). Les 5 meilleures nouvelles sélectionnées par un jury (membres de l'association) sont éditées dans un recueil parmi les 5 meilleures photos, préalablement exposées dans les environs de la plage havraise. Le jury distingue parmi les cinq nouvelles sélectionnées le lauréat du « Prix des Ancres Noires de la nouvelle ». Outre la publication dans le recueil, la nouvelle du lauréat est éditée en numérique avec contrat d’édition et en version audio aux éditions SKA.
Concours de nouvelles des Ancres Noires (palmarès) :
- 2003 : Jacques Pellerin pour Carte rouge.
- 2004 : Frédéric Mainguet pour La grotte de Bodhidharma.
- 2005 : Thomas Hédouin pour Noir c'est noir
- 2006 : Thomas Hédouin pour Muette.
- 2007 : Sébastien Géhan pour La traque.
- 2008 : Suzanne Fleixas pour Crime passionnel.
- 2009 : Fred Jamet pour Quai inoubliable.
- 2010 : Dominique Chappey pour Comme un lundi.
- 2011 : Suzanne Fleixas pour Incivilités.
- 2012 : Jean Brument pour Saïd.
- 2013 : Mickaël Feugray pour Bleu nuit (publié dans Arthrite et Cataracte (2016) aux éditions In&Dits).
- 2014 : Brigitte Le Berre pour Accrochages.
- 2015 : Françoise Quéruel pour Vulcanales.
- 2016 : Véronique Gault pour La cathédrale des souris.
- 2020 : Hugo Solenza pour L'Usure du Temps.
- 2022 : Pascale Doudeau pour Le Lac.
- 2022 : Régine Bernot pour La Charmante petite femme de mon voisin.
- 2023 : Jean-Patrick Muller pour Nique ta grammaire.
- 2024 : Bruno Brulet pour Au-dessus de tout soupçon.

### Compilation Polaroïds Rock
L'idée était d'associer deux écritures (l'une littéraire, l'autre musicale) dans une compilation annuelle. Les auteurs invités écrivent des textes mis en musique par une cinquantaine de groupes musicaux aux influences variées : punk, rock 'n' roll, blues ou pop des sixties, etc. De là est né un collectif de musiciens pour faire vivre le répertoire « polaroïds Rock » dans des soirées cabaret ou sur scène que ce soit en acoustique ou lors de set plus électriques.